# Mount Pleasant (Henge)

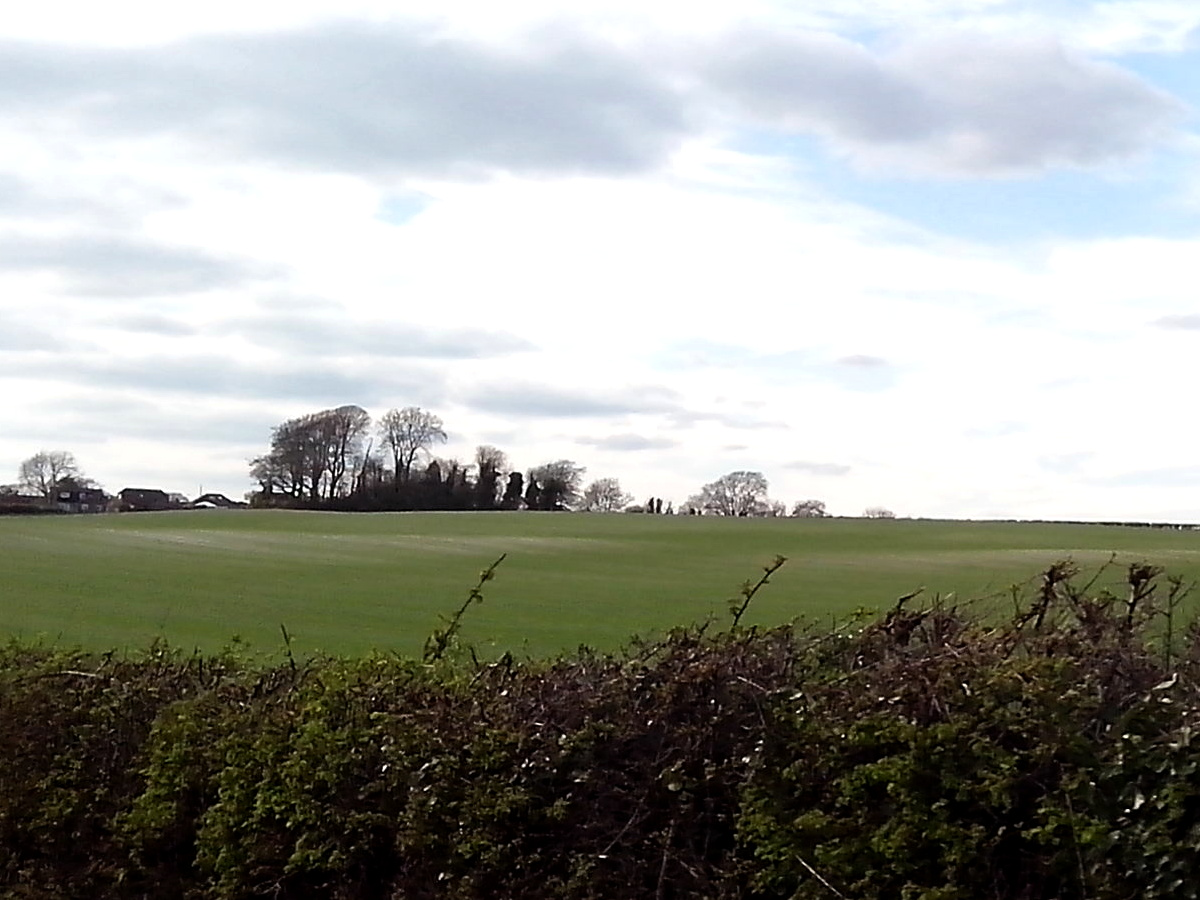
Mount Pleasant

Das Henge von Mount Pleasant gehört zu den fünf so genannten neolithischen Superhenges (darunter Durrington Walls und Marden Henge) auf den Britischen Inseln. Es liegt in West Stafford, nahe Dorchester in Dorset in England. Das von Stuart Piggott (1910–1996) entdeckte, etwas eiförmige Henge hat etwa 370 auf 340 m Durchmesser (45.000 m²) und ist in mancher Hinsicht eindrucksvoller als die Durrington Walls.
Es hat einen breiten Graben, in dem Grooved Ware und Kinderskelette gefunden wurden. Ihn umgab ein völlig abgetragener Wall. Die vier Zugänge liegen etwa auf den Achsen. Eine umlaufende Palisade umgab fünf konzentrische Pfostenringe. Sie wurden durch radiale Gänge in gleiche Quadranten geteilt. Der Nord-Süd-Korridor läuft geradlinig, während der Ost-West-Korridor gebogen verläuft. Die Pfosten wurden regelmäßig mit derselben Anzahl in jedem Quadranten angeordnet, zum Beispiel vier beim innersten Ring.
Nach heutigem Forschungsstand (Geoffrey Wainwright 1970/71) wurde die Anlage im 3. Jahrtausend v. Chr. errichtet. Der Pfostenbau wurde auf 2878–2470 v. Chr. zur Zeit von Stonehenges dritter Ausbaustufe datiert. Der Bau erfolgte unmittelbar am Ende des Neolithikums in einer kurzen Zeitraum von 100 bis 175 Jahren. Die Forscher nehmen an, dass im Süden Großbritanniens um 2.500 v. Chr. ein hektisches Bauprogramm im Gange war, kurz bevor Menschen vom Festland auf die Insel kamen.
Als er zusammenbrach und verfiel, wurde der Platz umgestaltet. Eine kleine u-förmige Bucht aus Sarsensteinen wurde im Zentrum aufgestellt, mit drei neuen Pfeilern an bestimmten Punkten am Umfang der Rotunde. Einer könnte eine Markierung für den Sonnenaufgang gewesen sein. Ein späteres Henge mit 45 m Durchmesser entstand innerhalb der Einhegung im Südwesten. Die Umwandlung eines Platzes in andere Formen feierlicher Zentren ist nicht selten.